# Augusta (Arkansas)
Augusta is een plaats (city) in de Amerikaanse staat Arkansas, en valt bestuurlijk gezien onder Woodruff County.

## Demografie
Bij de volkstelling in 2000 werd het aantal inwoners vastgesteld op 2665.
In 2006 is het aantal inwoners door het United States Census Bureau geschat op 2390,.

## Geografie
Volgens het United States Census Bureau beslaat de plaats een oppervlakte van
5,1 km². Augusta ligt op ongeveer 66 m boven zeeniveau.